# Dálniční křižovatka Mannheim
Autobahnkreuz Mannheim (zkráceně též Kreuz Mannheim nebo Mannheimer Kreuz; zkratka AK Mannheim) je křižovatka dvou německých dálnic nacházející se ve spolkové zemi Bádensko-Württembersko u města Mannheim. Kříží se zde dálnice A 6 s dálnicí A 656.

## Poloha
Dálniční křižovatka se nachází na území města Mannheim, přičemž samotné město Mannheim leží západně od křižovatky (nepočítaje v to městský obvod Seckenheim). V blízkosti se nachází ještě obec Ilvesheim, které leží severovýchodně od křižovatky, a obec Edingen-Neckarhausen. Křižovatka se nachází v Hornorýnské nížině mezi řekami Rýn a Neckar.
Nejbližší větší města jsou Heidelberg (asi 1 km po dálnici A 656 na východ), Mannheim (asi 10 km po dálnici A 656 na západ), Karlsruhe (asi 54 km po dálnici A 5 na jih) a Darmstadt (asi 58 km po dálnici A 5 na sever).

## Popis
Autobahnkreuz Mannheim je mimoúrovňová křižovatka dálnice A 6 procházející severo-jižním směrem (Saarbrücken - Mannheim - Nürnberg - Waidhaus) a dálnice A 656 procházející západo-východním směrem (Mannheim - Heidelberg). Současně po ní prochází i evropská silnice E50, a to severojižním směrem. Na dálnici A 6 je křižovatka označena jako sjezd 27 a na dálnici A 656 jako sjezd 3.
Autobahnkreuz Heidelberg je proveden jako čtyřlístková čtyřramenná dálniční křižovatka. Toto provedení, zejména úhel, pod kterým se obě dálnice kříží, je však do značné míry ovlivněno podobou dálniční křižovatky před její přestavbou, kdy představovala tříramennou dálniční křižovatku trojúhelníkového typu.

## Historie výstavby
Dálniční křižovatka Mannheim vznikla při zprovoznění dálničního tahu Frankfurt am Main - Darmstadt - Mannheim - Heidelberg - Karlsruhe, konkrétně v roce 1935, kdy byl zprovozněn úsek od dálniční křižovatky Autobahnkreuz Viernheimer Dreieck po dálniční křižovatku Autobahnkreuz Mannheim, kde se napojila na již existující úsek dálnice mezi Mannheimem a Heidelbergem (dnešní dálnice A 656). Tehdy však byla provedena v podobě úplného dálničního trojúhelníku, s názvem Abzweig Mannheim. Ve směru od severu, od Frankfurtu se totiž dálnice stáčela na východ k Heidelbergu, přičemž se k ní připojoval krátký dálniční úsek ze západu, z Mannheimu. Jednalo se o úplný dálniční trojúhelník, což znamenalo, že na dálniční přípojku z Mannheimu se dalo odbočit z obou směrů, tedy jak od Frankfurtu tak i od Heidelbergu, a rovněž se dalo z ní najet na oba směry.
V 60. letech 20. století přestal být tehdejší dálniční tah Frankfurt am Main - Darmstadt - Mannheim - Heidelberg - Karlsruhe kapacitně vyhovující, a proto se přistoupilo k jeho zkapacitnění v podobě vybudování souběžného dálničního tahu mezi Darmstadtem a Walldorfem. V rámci tohoto zkapacitnění byla vybudována dálnice mezi Darmstadtem a Heidelbergem a dálnice mezi Mannheimem a Walldorfem, čímž vznikly mezi dálniční křižovatkou Darmstadt a dálniční křižovatkou Walldorf dva souběžné dálniční tahy, jeden přes Mannheim a druhý přes Heidelberg. Součástí výstavby dálnice mezi Mannheimem a Walldorfem byla i úprava dálniční křižovatky Mannheim, neboť nový dálniční úsek od Mannheimu do Walldorfu se měl na stávající dálniční sít připojovat právě na dálniční křižovatce Mannheim, a to z jihu.
Dálniční křižovatka byla přestavěna na čtyřlístkový typ a zprovozněna byla v roce 1968 spolu s nově vybudovaným dálničním úsekem Mannheim - Schwetzingen.

## Dopravní zatížení
V průměru projede křižovatkou 105 000 vozidel denně.